# Рожков, Борис Иванович
Борис Иванович Рожков (11 мая 1933, Опочка, Псковская область, РСФСР — 2 октября 2007, Санкт-Петербург) — российский военачальник, начальник Иркутского высшего военного авиационного инженерного училища (1982 — 1991), кандидат технических наук, генерал-майор авиации (1981).

## Биография
Родился 11 мая 1933 года в г. Опочка Псковской области РСФСР. Его отец, Иван Николаевич, работал в сберкассе (в 1941 году назначен заведующим), мать, Мария Павловна, происходила из крестьянской семьи. 
Учился в Опочецкой средней школе № 1, которую окончил в 1951 году с серебряной медалью.
К труду он был приучен с детства. Рано потеряв отца, выполнял необходимую работу по хозяйству. Во всем отличался аккуратностью и обязательностью, обостренным чувством справедливости, мечтал об авиации.
В 1954 году окончил Рижское военное авиационное техническое училище. 
По окончании училища назначен на должность инженера дивизии по электрооборудованию самолетов в Севастопольском орденов Ленина и Красного Знамени 669-м гвардейском авиационном полку истребителей-бомбардировщиков, дислоцировавшемся на военном аэродроме под городом Жагань Зеленогурского воеводства Северной группы войск. 
С июля 1961 по ноябрь 1965 года капитан Б.И.Рожков – инженер, затем – старший инженер по авиационному оборудованию 152-го Гвардейского авиационного полка 239-й Барановичской дивизии (Закарпатье, Львовская область).
C ноября 1965 — инженер полка по авиационному оборудованию, затем – старший инженер управления 131-й истребительной Новгородской авиадивизии Прикарпатского военного округа (гарнизон Черляны на западе Украины), город Ивано-Франковск. В 1968 году принимал участие в операции «Дунай».
С декабря 1970 года — инженер-подполковник, старший инженер по эксплуатации и войсковому ремонту самолётов реактивной авиации второго поколения и вертолётов, Львов.
С ноября 1974 по декабрь 1979-го служит в 17-й Воздушной армии в Киеве. 
1979–1982 — начальник Пермского военного авиационного технического училища имени Ленинского комсомола. В 1981 присвоено звание генерал-майора авиации. За два с половиной года по инициативе и при личном участии Б.И.Рожкова был построен клуб, учебные аудитории оборудованы новой техникой, реконструирована учебная база, подсобное хозяйство, проведено озеленение территории, созданы аллея ветеранов и музей училища, модернизирован учебный корпус.
С июня 1982 по май 1991 — начальник Иркутского военного авиационно-технического училища. В 1990 защитил диссертацию на соискание ученой степени кандидата технических наук. За годы его руководства ИВВАИУ были: открыты новый факультет авиационного радиоэлектронного оборудования и адъюнктура; успешно решены вопросы комплектования училища педагогическими кадрами; подготовлены десятки ученых; созданы новые места для учебных занятий и объекты научно-экспериментальной базы: станция испытания авиационных двигателей, вычислительный центр; построены корпус тренажеров, лазарет, два курсантских общежития, три жилых дома; проведены реконструкция казармы и благоустройство территории. Иркутский ВВАИУ к 1990 году стал ведущим вузом военных авиационных сил страны, научным центром Сибири и Дальнего Востока, связующим звеном всех вузов этого региона.
Приказом Министра обороны СССР от 11 мая 1991 года уволен в запас с правом ношения военной формы.
2 октября 2007 года в Санкт-Петербурге, на 74-м году жизни скончался после продолжительной болезни. Похоронен в Санкт-Петербурге на Ковалевском кладбище.

## Семья
- Жена — Людмила Борисовна.
- Сын — Павел Борисович Рожков, (на 2014 год) майор, военный инженер, кандидат технических наук (пошел по стопам отца, окончил Киевское высшее авиационное инженерное училище)
- Дочь — Марина
- Трое внуков

## Награды
- Орден Красной Звезды (1979)
- Орден «За службу Родине в Вооружённых Силах СССР» III степени (1985)
- Медаль «За боевые заслуги» (1969)
- Юбилейная медаль «Двадцать лет Победы в Великой Отечественной войне 1941—1945 гг.»

- Медаль «Ветеран Вооружённых Сил СССР»(1990)[3]
- Юбилейная медаль «50 лет Вооружённых Сил СССР»
- Юбилейная медаль «60 лет Вооружённых Сил СССР»[4]
- Юбилейная медаль «70 лет Вооружённых Сил СССР» (1988)
- Медаль «В ознаменование 100-летия со дня рождения Владимира Ильича Ленина»
- Медаль «За безупречную службу» I степени
- Медаль «За безупречную службу» II степени
- Медаль «За безупречную службу» III степени